# HD 147513
HD 147513 – gwiazda typu żółty karzeł, położona w gwiazdozbiorze Skorpiona, oddalona od Ziemi o około 42 lata świetlne.
W 2002 roku odkryto planetę HD 147513 b okrążającą tę gwiazdę w średniej odległości 1,32 j.a.